# Robert Jan Koopman
Robert Jan Koopman (Haarlem, 6 juni 1962) is een Nederlands jurist en voormalig vicepresident van de Hoge Raad der Nederlanden.
Koopman studeerde fiscaal recht aan de Universiteit van Amsterdam. Na zijn studie was hij van 1986 tot 1991 wetenschappelijk medewerker bij de Hoge Raad. In 1991 werd hij docent belastingrecht aan zijn alma mater, de UvA, waar hij op 26 juni 1996 bij Peter Wattel promoveerde op het proefschrift Bewijslast in belastingzaken. Naast zijn positie als docent was hij van 1997 tot 1999 ook fiscaal medewerker bij Loyens & Volkmaars.
In 1999 werd Koopman benoemd tot raadsheer bij het Gerechtshof 's-Hertogenbosch, sectie belastingrecht. In 2008 werd hij vicepresident van het hof. Op 17 november 2009 werd Koopman voorgedragen voor benoeming tot raadsheer in de belastingkamer van de Hoge Raad, ter vervanging van Peter Lourens. Lourens zou eigenlijk pas per 1 september van het jaar daarop met pensioen gaan, maar vanwege de bezigheid van raadsheer Jacques Overgaauw als commissaris nieuwbouw van de Hoge Raad werd het wenselijk geacht al eerder een nieuwe raadsheer te benoemen. Op 1 november 2014 werd Koopman benoemd tot vicepresident van de Hoge Raad, na de benoeming van Maarten Feteris tot president. Op 1 september 2023 trad hij terug als vicepresident van de Hoge Raad; hij werd opgevolgd door Arjo van Eijsden. Sindsdien is hij advocaat-generaal bij de Hoge Raad.
Naast zijn positie bij de Hoge Raad was Koopman van 2015 tot en met 2023 ook staatsraad in buitengewone dienst. Verder is hij lid van de hoofdredactie van de Fiscale Encyclopedie De Vakstudie en redacteur van het Weekblad Fiscaal Recht, beide uitgegeven door Wolters Kluwer. 
- Gemeinsame Normdatei: 1170109373
- International Standard Name Identifier: 0000 0000 3481 277X
- Library of Congress Control Number: n97059473
- NARCIS: PRS1346966
- Nederlandse Thesaurus van Auteursnamen: 149369557
- Virtual International Authority File: 9130479
- WorldCat: E39PCjvrcDTJBgpTrwYx37yVQ3

Bestuur van de Hoge Raad:
G. de Groot (president) · M.V. Polak · M.J. Kroeze ·  V. van den Brink · J. de Hullu · R.J. Koopman · M.E. van Hilten (vicepresidenten)

Eerste kamer:
G. de Groot · 
M.V. Polak · 
M.J. Kroeze (vzrs.) · 
A.E.B. ter Heide ·
F.J.P. Lock · 
G.C. Makkink · 
C.E. du Perron · 
F.R. Salomons · 
S.J. Schaafsma · 
C.H. Sieburgh · 
T.H. Tanja-van den Broek · 
K. Teuben · 
H.M. Wattendorff

Tweede kamer:
V. van den Brink · 
M.J. Borgers (vzrs.) · 
Y. Buruma · 
C. Caminada · 
J.C.A.M. Claassens · 
C.N. Dalebout · 
T. Kooijmans · 
M. Kuijer · 
A.E.M. Röttgering ·
A.L.J. van Strien ·
T.B. Trotman

Derde kamer:
M.E. van Hilten · 
J.A.R. van Eijsden (vzrs.) · 
M.T. Boerlage ·
P.A.G.M. Cools ·
E.F. Faase · 
M.W.C. Feteris · 
M.A. Fierstra · 
R.J. Koopman ·
E.N. Punt ·
A.E.H. van der Voort Maarschalk · 
J. Wortel

J.E.M. Polak (i.b.d.) · 
H.G. Sevenster (i.b.d.) · 
C.J. Borman (i.b.d.)

Parket:
F.W. Bleichrodt (procureur-generaal) · 
M.H. Wissink (plv. procureur-generaal) · 

Advocaten-generaal civiel:
B.F. Assink · 
R.H. de Bock · 
B.J. Drijber · 
T. Hartlief · 
F.F. Langemeijer (i.b.d.) · 
S.D. Lindenbergh · 
M.L.C.C. Lückers · 
G.R.B. van Peursem · 
E.B. Rank-Berenschot · 
G. Snijders · 
W.L. Valk · 
P. Vlas · 
E.M. Wesseling-van Gent 

Advocaten-generaal straf:
D.J.C. Aben · 
P.M. Frielink · 
A.E. Harteveld · 
E.J. Hofstee · 
B.F. Keulen · 
D.J.M.W. Paridaens · 
T.N.B.M. Spronken · 
P.C. Vegter (i.b.d.)

Advocaten-generaal belasting:
C.M. Ettema · 
R.L.H. IJzerman · 
R.E.C.M. Niessen · 
P.J. Wattel
Leden:
Koning der Nederlanden · 
Th.C. de Graaf (vice-president) · 
R. Uylenburg (voorzitter ABRvS) · 
J.E.M. Polak · 
H.G. Sevenster ·  
L.F.M. Verhey ·  
B.P. Vermeulen 

Staatsraden: 
C.H.M. van Altena ·
T. Avedissian* ·
H.J.M. Baldinger · 
A.W.M. Bijloos · 
J.C. Boeree* ·
C.J. Borman ·
J.H. van Breda ·
B.J. Bruins ·
K.M. Buitenweg ·
W.D. Bult-Spiering ·  
E.J. Daalder ·
J.Th. Drop · 
V.V. Essenburg · 
B.J. van Ettekoven · 
M.W.C. Feteris* ·
J.J.W.P. van Gastel · 
F.H.G. de Grave · 
J.W. van de Gronden* ·
G. de Groot* ·
J.F. de Groot · 
J. Gundelach ·
G.J.J. Heerma van Voss ·
S.J.C. Hemels · 
M. den Heijer · 
J. Hoekstra · 
G.J.H. Houtzagers · 
G.T.J.M. Jurgens ·
M.M. Kaajan · 
P.H.A Knol · 
R.W.L. Koopmans* · 
A. Kuijer · 
C.C.W. Lange ·
B. Meijer ·
E.A. Minderhoud ·
A.J.C. de Moor-van Vugt ·
J.M.L. Niederer ·
A.G.A. Nijmeijer* ·
W. den Ouden · 
J.C.A. de Poorter · 
B.P.M. van Ravels · 
J. Schipper-Spanninga ·  
J.A.W. Scholten-Hinloopen ·
C.H. Sieburgh* ·
N.J. Schrijver ·
Th.G.M. Simons* · 
G. Snijders* ·
M. Soffers · 
G. Snijders* · 
E. Steendijk ·
A.L.J. van Strien* · 
R.J.M. van den Tweel ·
A. ten Veen · 
G.O. van Veldhuizen ·
H.C.P. Venema ·
D.A. Verburg ·
N. Verheij · 
M.B. Vos ·
P.J. Wattel* ·
R.J.G.M. Widdershoven* ·
J.M. Willems · 
C.M. Wissels · 
S.F.M. Wortmann · 
R. van Zwol 
(*staatsraad in buitengewone dienst)

Staatsraad van het Koninkrijk:
M.G.M. Schwengle (Aruba) · P.R.J. Comenencia (Curaçao) · M.C. van der Sluijs-Plantz (Sint Maarten)